# Эта сторона рая
«Эта сторона рая» (англ. «This Side of Paradise») — двадцать четвёртый эпизод первого сезона американского научно-фантастического телесериала «Звёздный путь», впервые вышедший на телеканале NBC 2 марта 1967 года. Название эпизода взято из поэмы «Tiare Tahiti» Руперта Брука.

## Сюжет
В звёздную дату 3417.3 звездолёт Федерации Энтерпрайз под командованием Джеймса Тиберия Кирка прибывает на планету Омикрон Кита III, где несколько лет была основана колония Федерации. Позже было установлено, что планета подвержена воздействию лучей Бертольда, при длительном воздействием которых ткани человеческого тела распадаются и он умирает в течение нескольких недель. Связь с колонией разорвалась вскоре после их прибытия на планету.
Капитан Кирк, первый офицер Спок, главный врач МакКой, лейтенант Сулу и ещё несколько членов экипажа телепортируются на поверхность планеты и с удивлением находят колонистов живыми. Десант встречает лидер колонии Элиас Сандовал, сообщивший, что после их прибытия не было больших проблем, кроме поломки системы связи. Спустившиеся знакомятся с ещё одним колонистом — Лейлой Каломи, которая шесть лет назад была влюблена в Спока. Леонард МакКой в попытке выяснить чудесное выживание колонии проводит медицинский осмотр всех её членов, а остальная команда отправилась на осмотр местности.
Медосмотр оставляет МакКоя в недоумении: у всех до единого колонистов безупречное здоровье. Более того, в медицинских записях сказано, что Сандовалу сделали аппендэктомию, но на деле аппендикс на месте. Сулу не обнаруживает ни одной формы животной жизни, нет даже насекомых. На вопрос о фауне Сандовал отвечает уклончиво: «Мы вегетарианцы». Во время исследования планеты Споком к нему присоединяется Лейла, которая хочет показать ему то, из-за чего все они выжили на этой планете. Когда Спок подходит к необычному растению, то распыляет на него споры. Будучи наполовину вулканцем, Спок обычно не проявляет эмоции и следует логике, но после поражения спорами он говорит Лейле, что любит её. Вскоре Спок положив голову на колени Лейлы рассматривает с ней облака, а когда Кирк пытается связаться с ним по коммуникатору, он с весёлостью отвечает ему, а потом отказывается подчиниться приказу.
Вскоре Спок показывает цветы остальным спустившимся на планету, споры снова выбрасываются и попадают на всех, кроме капитана. Кирк поднимается на корабль и видит, что на борту много таких растений, которые распыляют споры на весь экипаж судна. Капитан встречает открытый мятеж: команда не подчиняется его приказам и стоит в очереди для телепортации на планету. Под действием Спор Ухура выводит из строя систему связи корабля и так же как и остальные покидает звездолёт. Кирк подавлен, без помощи он не сможет в одиночку управлять «Энтерпрайзом», связи со Звёздным флотом у него нет. Пока капитан размышляет, одно из растений распыляет споры и на него, после чего Кирку становится весело и он всерьёз собирается покинуть корабль и отправиться жить на планету. Через коммуникатор он передаёт Споку, чтобы тот встречал его снизу. Но в самый последний момент капитан задумывается о своей карьере, то есть о её закате. Это вызывает бурю эмоций и его сознание освобождается от эффекта спор. Капитан понимает, что сильные эмоции могут «отрезвить» поражённого спорами человека. Он просит Спока подняться на корабль под предлогом помощи в спуске необходимого оборудования. После поднятия Спок встречает агрессивно настроенного капитана, который начинает осыпать его оскорблениями личного характера. Будучи физически более сильным, Спок завязывает драку и избивает Кирка до тех пор, пока действие спор исчезает и он сразу же останавливается. Вулканец замечает, что за избиение офицера полагается созыв трибунала, но Кирк говорит, что некому будет спасать команду, если они оба будут сидеть на гауптвахте. Чтобы разозлить людей на планете, они изготавливают излучатель ультразвуковых волн, который не слышен, но делает человека раздражительным.
Во время создания излучателя с кораблём связывается Лейла, которая просит подняться на корабль. После телепортации на звездолёт Спок говорит ей, что у него есть долг и он не может остаться с ней. Девушка плачет и влияние спор разрушается. Но она всё равно продолжает любить Спока и просит разрешения обнять его. Когда Лейла спрашивает его настоящее имя, то Спок говорит ей, что она бы его не выговорила. После трансляции ультразвука на колонию, драки и агрессия разрушают действие спор и экипаж возвращается на корабль. «Энтерпрайз» покидает орбиту, а Спок говорит, что впервые в жизни был счастлив.

## Создание
Писатель Джерри Сол под псевдонимом Натан Батлер написал сценарий «Путь спор», но позже Д. К. Фонтана внесла изменения в сценарий, после чего он приобрёл окончательный вид.
Последняя роль Фрэнка Овертона (Элиас Сандовал) в кино, он скончался 24 апреля, меньше чем через два месяца после выхода эпизода на экраны.

## Отзывы
Зак Хэндлен из The A.V. Club дал эпизоду оценку «A», назвав серию «необычно интригующей», а также похвалил чувство юмора.